# Sonic Boom: Der zerbrochene Kristall
Sonic Boom: Der zerbrochene Kristall, international auch als Sonic Boom: Shattered Crystal sowie in Japan als Sonic Toon: Island Adventure (jap.: ソニックトゥーン アイランドアドベンチャー, Hepburn: Sonikku Tūn: Airando Adobenchā) bekannt, ist ein 2D-Jump-’n’-Run-Videospiel, das vom Sanzaru Games entwickelt und von Sega erstmals am 11. November 2014 für den Nintendo 3DS veröffentlicht wurde.
Für das Jahr 2014 wurde mit Sonic Boom ein neues, alternatives Sonic-Universum angekündigt, welches neue Videospiele, eine animierte TV-Serie, Merchandise und mehr umfassen sollte. Dazu zählte das 3DS-Spiel Sonic Boom: Der zerbrochene Kristall, welches bewährtes 2D-Gameplay mit den neuen Eigenschaften und Fähigkeiten der neuen Serie kombinierte. Dieses Spiel ist eines der wenigen Sonic-Spiele, in denen Dr. Eggman keinen Auftritt hat.
Die anderen beiden der insgesamt drei Spiele der Sonic-Boom-Serie sind Sonic Boom: Lyrics Aufstieg (2014) für Wii U und Sonic Boom: Feuer & Eis (2016) für den Nintendo 3DS.

## Handlung
Amy Rose wird von Lyric verfolgt, der von ihr die Fundorte der Kristallfragmente seiner Vorfahren fordert. Als sie diese nicht verraten kann oder will, setzt Lyric ihr ein Gedankenkontrollgerät auf, welches sie willenlos macht. Sonic, der den Vorfall via Bildschirmübertragung mitverfolgt hat, nimmt zusammen mit Tails, Knuckles und Sticks die Suche nach Amy und Lyric auf. Auf ihrem Abenteuer treffen sie auch auf Shadow und befreien diesen von einem weiteren von Lyrics Gedankenkontrollgeräten. Nach der Rettung Amys und dem Sieg über Lyric ist es dann Shadow, der Lyric den finalen Schlag gibt, mit dem dieser in die Tiefe stürzt.

## Gameplay
In Sonic Boom: Der zerbrochene Kristall übernimmt der Spieler die Kontrolle über den blauen Igel Sonic und seine Freunde in einem zweidimensionalen Jump-’n’-Run-Abenteuer. Dabei kann man mit Steuerkreuz zwischen den Charakteren Sonic, den zweischwänzigen Fuchs Tails, den muskulösen Echidna Knuckles und dem Dachsmädchen Sticks wechseln, die alle über individuelle Fähigkeiten verfügen, die für den Spielfortschritt zwingend entsprechend genutzt werden müssen und kurz nach Spielbeginn nacheinander freigespielt werden. Alle vier Spielfiguren verfügen dabei über einen Doppelsprung, eine Stampfattacke, einen Sprintmove und die Homing Attack, womit sie eine direkte, zielgerichtete Attacke auf nahegelegene, mit Fadenkreuzen entsprechend markierte Ziele wie Gegner oder Bumper ausführen können. Sonic kann seinen Spin Dash und den Air Dash nutzen, um entsprechende Felsen oder Gegner aus dem Gegner zu räumen. Tails kann für kurze Zeit fliegen, Bomben werfen und als einziges das U-Boot Sea Fox steuern. Knuckles kann für begrenzte Zeit im Untergrund graben sowie stärkere Schläge in alle vier Himmelsrichtungen ausführen. Sticks kann ihren steuerbaren Bumerang werfen, um Schalter zu betätigen, Gegner zu besiegen oder Items zu erreichen. Alle Charaktere verfügen auch über den neuen "Enerbeam", mit dem sie sich an vorgesehenen Stellen fortbewegen und bestimmten Gegnern den Schutzschild entreißen können. Bei Berührung können die goldenen Ringe eingesammelt werden; Nimmt die Spielfigur Schaden, verliert sie die Ringe. Nimmt die Spielfigur Schaden, ohne Ringe zu besitzen oder fällt in einen tödlichen Abgrund, muss vom Beginn des Levels oder vom letzten Checkpoint in Form von antiken Monumenten erneut begonnen werden. Es gibt kein serientypisches Extralebensystem oder Itemboxen.
Das Spiel besteht aus den sechs Oberwelten Seaside Coast, Scrapyard, Shadow Canyons, Ancient Ruins, Volcanic Crater und Cloud Sanctuary, die mit einem Kartensystem miteinander verbunden sind und aus verschiedenen Action Stages, Bosskämpfen, sowie immer wiederkehrenden Worm Tunneln und den Häusern der Charaktere bestehen, wo Optionen eingestellt oder bereits gesehene Zwischensequenzen erneut abgespielt werden können. In den Action Stages sind verschiedene Collectibles verteilt, die es zu sammeln gibt: Insgesamt 40 Kristallfragmente, die wiederum Sonic Badges ergeben, die zum Freispielen der Level benötigt werden. Außerdem findet man auch Blaupausen, die man Tails für einige Verbesserungen (z. B. weniger Ringe bei erlittenen Schaden verlieren oder Ringe in der Nähe automatisch einsammeln) übergeben kann und Spielmünzen, die man in Q-N-C's Laden gegen virtuelle Miniaturfiguren zum Betrachten eintauschen kann. Diese Spielmünzen können auch beim Knuckles' Workout-Minigame oder via StreetPass erhalten werden.

## Synchronisation
Die Synchronsprecher der Sonic-Boom-Spiele entsprechen größtenteils denen aus den Vorgängerspielen und der Sonic-Boom-TV-Serie. Eine Ausnahme bildet die deutsche Stimme von Dr. Eggman, als Hartmut Neugebauer die Rolle in den Spielen annahm, aber für die TV-Serie ablehnte. In der Serie übernahm erstmals Johannes Oliver Hamm die Rolle des Dr. Eggman und behielt sie nach dem Tod Neugebauers im Jahre 2017 auch für die Spiele ab Team Sonic Racing (2019) bei.
Der Sprechercast ist fast komplett identisch mit dem zeitgleich erschienenen Wii-U-Pendant, nur Sticks the Badger, welche nur einen kleinen Gastauftritt in Sonic Boom: Lyrics Aufstieg bekam, hat in Sonic Boom: Der zerbrochene Kristall mit Anna Mazza eine andere, italienische Synchronsprecherin.
| Synchronsprecher in Sonic Boom: Der zerbrochene Kristall | Synchronsprecher in Sonic Boom: Der zerbrochene Kristall | Synchronsprecher in Sonic Boom: Der zerbrochene Kristall | Synchronsprecher in Sonic Boom: Der zerbrochene Kristall | Synchronsprecher in Sonic Boom: Der zerbrochene Kristall | Synchronsprecher in Sonic Boom: Der zerbrochene Kristall | Synchronsprecher in Sonic Boom: Der zerbrochene Kristall |
| Figur im Spiel                                           | Deutscher Synchronsprecher                               | Englischer Synchronsprecher                              | Japanischer Synchronsprecher                             | Französischer Synchronsprecher                           | Spanischer Synchronsprecher                              | Italienischer Synchronsprecher                           |
| -------------------------------------------------------- | -------------------------------------------------------- | -------------------------------------------------------- | -------------------------------------------------------- | -------------------------------------------------------- | -------------------------------------------------------- | -------------------------------------------------------- |
| Sonic the Hedgehog                                       | Marc Stachel                                             | Roger Craig Smith                                        | Jun'ichi Kanemaru                                        | Alexandre Gillet                                         | Jonatán López                                            | Renato Novara                                            |
| Miles Tails Prower                                       | Anke Kortemeier                                          | Colleen O’Shaughnessey                                   | Ryō Hirohashi                                            | Marie-Eugénie Maréchal                                   | Graciela Molina                                          | Benedetta Ponticelli                                     |
| Knuckles the Echidna                                     | Claus-Peter Damitz                                       | Travis Willingham                                        | Nobutoshi Canna                                          | Sébastien Desjours                                       | Sergio Mesa                                              | Maurizio Merluzzo                                        |
| Sticks the Badger                                        | Nicole Hannak                                            | Nika Futterman                                           | Aoi Yūki                                                 | Claire Morin                                             | Carmen Ambrós                                            | Anna Mazza                                               |
| Amy Rose                                                 | Shandra Schadt                                           | Cindy Robinson                                           | Taeko Kawata                                             | Naïké Fauveau                                            | Meritxell Ribera                                         | Serena Clerici                                           |
| Shadow the Hedgehog                                      | Klaus Lochthove                                          | Kirk Thornton                                            | Kōji Yusa                                                | Benoît DuPac                                             | Manuel Gimeno                                            | Claudio Moneta                                           |
| Lyric                                                    | Thomas Schmuckert                                        | Patrick Seitz                                            | Jūrōta Kosugi                                            | Antoine Nouel                                            | Jordi Salas                                              | Dario Oppido                                             |

## Entwicklung
Am 2. Oktober 2013 wurde das Sonic-Boom-Franchise erstmals öffentlich mitsamt TV-Serie angekündigt und im Ankündigungstrailer vom 6. Februar 2014, der erste Spielszenen zu Sonic Boom: Lyrics Aufstieg zeigte, waren erstmals die Logos des Nintendo 3DS und des Entwicklerstudios Sanzaru Games zu sehen. Erstes Gameplay und der offizielle Name des Spiels Sonic Boom: Der zerbrochene Kristall wurden erstmals im Trailer auf der Electronic Entertainment Expo 2014 gezeigt. Das Spiel erschien zeitgleich mit dem Wii-U-Gegenstück am 11. November 2014 in Nordamerika und am 21. November 2014 in Europa. Nachdem Japan eine Veröffentlichung des Spiels zunächst abgelehnt hatte, wurde es am 18. Dezember 2014 dann doch unter dem Namen Sonic Toon: Island Adventure in Japan veröffentlicht.

## Rezeption
Sonic Boom: Der zerbrochene Kristall wurde von der Fachpresse überwiegend negativ aufgenommen. Obwohl die 3DS-Version keine Bugs, Glitches oder unfertige Orte wie Sonic Boom: Lyrics Aufstieg aufweist, wird das Gameplay und Spielerlebnis jedoch als träge, langwierig und unmotivierend beschrieben.

„Was schon für Sonic Lost World galt, gilt nun auch für Sonic Boom: Die Handheld-Version ist das bessere Spiel. Das hat in diesem Fall aber leider gar nichts zu bedeuten. Schlecht ist auch Sonic Boom: Der zerbrochene Kristall. Immerhin muss ich hier den Hardcore-Igelfans nicht komplett vom Kauf abraten. Einige lustige Passagen finden sich in diesem Spiel durchaus. Ganz im Gegensatz zur Wii-U-Fassung, die von vorne bis hinten großer Murks ist. Besser wäre es gewesen, wenn die Entwickler sich auf klassisches Highspeed-Gameplay konzentriert hätten, anstatt aus dem Spiel eine regelrechte Sammelorgie zu machen. Das passt einfach nicht mit dem Leveldesign zusammen und ist alles andere als spaßig!“

„Sonic Boom: Der zerbrochene Kristall hat wirklich gut gemeinte Ansätze – mehr aber leider nicht. Das Spiel besitzt ein interessantes Setting, aber in vielen Punkten kommen Kinderkrankheiten hinzu. Der Umfang ist viel zu mickrig ausgefallen und die Entwickler mussten dem entgegenwirken, indem sie euch bereits bekannte Level mehrmals besuchen lassen. Außerdem ist die Abwechslung der Level-Arten ein bisschen bescheiden und so kommt euch das Spiel schnell eintönig vor. Jedoch sind die Grafik und die restliche technische Aufmachung nicht ganz so schlecht wie gedacht, auch wenn mein Nintendo 3DS einmal komplett abgestürzt ist. Sonic-Fans können sicherlich mal einen Blick riskieren. Also Hardcore-Sonic-Fans. Der Rest sollte sich lieber Sonic Generations für den Nintendo 3DS kaufen, wenn es denn der blaue Igel sein soll.“

Auffällig war, dass sich Sega weigerte, den Medien in Form von Fachpresse und Videospielmagazinen Review-Muster des Spiels vor der Veröffentlichung zur Verfügung zu stellen. So konnte die Fachpresse das Spiel erst nach der Veröffentlichung regulär im Laden erwerben, um anschließend Artikel darüber zu schreiben. Die Durchschnittswertung bei Metacritic liegt bei 47 von 100 Punkten.